# Ed O'Neill
Edward Phillip "Ed" O'Neill, Jr. (Youngstown, Ohio, 12 d'abril del 1946) és un actor estatunidenc. Més conegut com a Ed O'Neil. És especialment conegut pel seu paper d'Al Bundy, el personatge principal a la comèdia de la FOX Married with Children i, des del 2009, pel seu paper de Jay Pritchett a la sitcom d'ABC Modern Family.
Abans de dedicar-se a la interpretació, va ser professor a l'Ursulinas High School.

## Joventut
O'Neill va néixer a Youngstown, Ohio, en el si d'una família catòlica irlandesa. La seva mare, Ruth Ann (abans Quinlan), era mestressa de casa i treballadora social. El seu pare, Edward Phillip O'Neill, treballava en una fàbrica d'acer i conduïa un camió. Va estudiar a l'Ursulinas High School i, posteriorment, a la Universitat d'Ohio, a Athens (Ohio), on va ser membre de la fraternitat Delta Sigma Phi, i a la Universitat Youngstown State, on va jugar a futbol americà. El 1969 va fitxar pel Pittsburgh Steelers com a linebacker exterior, però va marxar de l'equip abans de l'inici de la temporada regular.
Posteriorment, ja com a actor de la sèrie de televisió Married with Children, el seu personatge era una antiga estrella escolar de futbol americà que lamentava no haver triomfat i reviu constantment els seus dies de glòria a l'escola Polk High, esdevenint cèlebre la frase: "una vegada vaig anotar quatre touchdown en un sol partit". L'antic quarterback, Terry Bradshaw, que va ser jugador dels Pittsburgh Steelers, va fer dues aparicions a la sèrie.

## Carrera
O'Neill va interpretar a Lenny en una producció teatral Of Mice and Men, de John Steinbeck, a l'American Repertory Theater, a Cambridge, Massachusetts. Va fer el seu debut en la pel·lícula Cruising, de William Friedkin, on va interpretar a un detectiu de policia. O'Neill també va aparèixer en diversos anuncis de l'empresa AOL.
Perè és el seu paper principal d'Al Bundy a Married with Children, una sèrie estatunidenca de llarga duració sobre una família disfuncional que viu a Chicago, cosa que li va atorgar la seva popularitat. Aquesta va ser la primera sèrie de televisió emesa en Horari de màxima audiència per la cadena Fox com a reemplaçament de meitat de temporada, debutant el 5 d'abril del 1987 i finalitzant el 9 de juny del 1997. La sèrie va ser creada per Michael G. Moye i Ron Leavitt.
Durant i després del seu èxit a Married with Children, O'Neill apareixeria en diverses pel·lícules, incloses El col·leccionista d'ossos i Little Giants. També va obtenir petits papers a Wayne's World i Wayne's World 2. Així mateix, va tenir un paper recurrent en la sèrie de la NBC The West Wing, interpretant al governador Eric Baker.
O'Neill també va actuar a la sèrie de la HBO John From Cincinnati. En l'actualitat interpreta el paper de Jay Pritchett a Modern Family. També, durant el 2011, va donar veu a un episodi de la sèrie Kick Buttowski: Suburban Daredevil com a avi de Kick en l'episodi Truth or Daredevil.
El 2011 va rebre una estrella al Passeig de la Fama de Hollywood.

## Vida personal
O'Neill ha estat casat des del 1986 amb l'actriu Catherine Rusoff, que va aparèixer en dos episodis de Married with Children. El 1989 la parella es va separar, però es van reconciliar el 1993. Tenen dues filles, una de les quals es diu Sofia i va néixer el 1999.
També és practicant del Jiu-jitsu brasiler. O'Neill ha entrenat aquestes arts marcials durant 15, essent el seu mestre Rorion Gracie, fill d'Hélio Gracie, fundador del Jiu-jitsu brasiler.

## Filmografia
Pel·lícules
| Any  | Títol                                      | Personatge               | Notes        |
| ---- | ------------------------------------------ | ------------------------ | ------------ |
| 1980 | A la cacera (Cruising)                     | Detectiu Schreiber       |              |
| 1980 | Els gossos de la guerra (The Dogs of War)] | Terry                    |              |
| 1980 | The Day the Women Got Even                 | Ed                       |              |
| 1982 | Farrell for the People                     | Detectiu Jay Brennan     |              |
| 1983 | When Your Lover Leaves                     | Mack Sher                |              |
| 1986 | A Winner Never Quits                       | Whitey Wyshner           |              |
| 1986 | Popeye Doyle                               | Popeye Doyle             |              |
| 1987 | Right to Die                               |                          |              |
| 1988 | Police Story: Gladiator School             | Sergent Stanley Bivens   |              |
| 1990 | A Very Retail Christmas                    | Max Crandall             |              |
| 1989 | Disorganized Crime                         | George Denver            |              |
| 1989 | K-9                                        | Sergent Brannigan        |              |
| 1990 | The Adventures of Ford Fairlane            | Tinent Amos              |              |
| 1990 | Sibling Rivalry                            | Wilbur Meany             |              |
| 1991 | Dutch                                      | Dutch Dooley             |              |
| 1991 | The Whereabouts of Jenny                   | Jimmy O'Meara            |              |
| 1992 | Dos bojos amb sort (Wayne's World)         | Glen                     |              |
| 1993 | Dos bojos amb sort 2 (Wayne's World 2)     | Glen                     |              |
| 1993 | Nick's Game                                | Ron Hawthorne            |              |
| 1994 | Blue Chips                                 | Ed                       |              |
| 1994 | Little Giants                              | Kevin O'Shea             |              |
| 1995 | W.E.I.R.D. World                           | Dr. Monochian            |              |
| 1997 | Prefontaine                                | Bill Dellinger           |              |
| 1997 | La trama (The Spanish Prisoner)            | Cal de l'equip de l'FBI  |              |
| 1999 | El col·leccionista d'ossos                 | Detectiu Paulie Sellitto |              |
| 2000 | Lucky Numbers                              | Dick Simmons             |              |
| 2001 | Nobody's Baby                              | Norman Pinkney           |              |
| 2004 | Spartan                                    | Burch                    |              |
| 2005 | Steel Valley                               | Congressista Cardone     | Curtmetratge |
| 2008 | Redbelt                                    | Productor de Hollywood   |              |
| 2012 | Wreck-It Ralph                             | Mr. Litwak               | Veu          |

Televisió
| Any          | Títol                              | Personatge                    | Notes                                               |
| ------------ | ---------------------------------- | ----------------------------- | --------------------------------------------------- |
| 1970         | All My Children                    |                               | Episodis desconeguts                                |
| 1984         | Miami Vice                         | Arthur Lawson / Artie Rollins | Episodi: "Heart of Darkness"                        |
| 1985         | Hunter                             | Dan Colson                    | Episodi: "The Garbage Man"                          |
| 1985         | Braker                             | Danny Buckner                 |                                                     |
| 1985         | L'equalitzador                     | Doctor                        | Episodi: "The Children's Song"                      |
| 1985         | Spenser: For Hire                  | Buddy Almeida                 | Episodi: "Widow's Walk"                             |
| 1987–1997    | Married with Children              | Al Bundy                      | 259 Episodis                                        |
| 1988         | Midnight Caller                    | Hank                          | Episodi: "Twelve Gauge"                             |
| 1990         | Saturday Night Live                | Artista convidat              | 13 de gener del 1990                                |
| 1991         | Top of the Heap                    | Al Bundy                      | Episodi: "Top of the Heap"                          |
| 1994         | In Living Color                    | Ell mateix                    | Episodi: "The Dirty Dozens Tournament of Champions" |
| 2000         | The 10th Kingdom                   | Relish el Rei Troll           |                                                     |
| 2001         | Big Apple                          | Detective Michael Mooney      | 8 episodis                                          |
| 2003–2004    | L.A. Dragnet                       | Joe Friday                    | 22 episodis                                         |
| 2004         | In the Game                        | Buzz                          |                                                     |
| 2004–2005    | The West Wing                      | Governador Eric Baker         |                                                     |
| 2005         | 8 Simple Rules                     | Matt                          | Episodi: "Old Flame"                                |
| 2005         | In the Game                        | Buzz                          |                                                     |
| 2006         | Inseparable                        | Alan                          |                                                     |
| 2006         | Twenty Good Years                  | Brock Manley                  | Episodi: "Between Brock and a Hard Place"           |
| 2006         | The Unit                           | William Partch                | Episodi: "Silver Star"                              |
| 2007         | John from Cincinnati               | Bill Jacks                    | 10 episodis                                         |
| 2009–present | Modern Family                      | Jay Pritchett                 |                                                     |
| 2011         | Handy Manny                        | Major Thompson                | Episodi: "Great Garage Rescue"                      |
| 2011         | Kick Buttowski: Suburban Daredevil | Avi                           | Episodi: "Truth or Daredevil"                       |
| 2012         | Els Pingüins de Madagascar         | Pare d'en Hunter              | Episodi: "Operation: Antarctica"                    |

## Premis i nominacions
| Any  | Premi                               | Categoria                                                                | Treball               | Resultat  |
| ---- | ----------------------------------- | ------------------------------------------------------------------------ | --------------------- | --------- |
| 1992 | Premi Globus d'Or                   | Globus d'Or al millor actor de sèrie de televisió - Comèdia o musical    | Married with Children | Nominat   |
| 1993 | Premi Globus d'Or                   | Globus d'Or al millor actor de sèrie de televisió - Comèdia o musical    | Married with Children | Nominat   |
| 2009 | TV Land Awards                      | The Innovator Award (A la innovació)                                     | Married with Children | Guanyador |
| 2009 | Premis del Sindicat d'Actors        | Premi del Sindicat d'Actors al millor repartiment de televisió - Comèdia | Modern Family         | Nominat   |
| 2010 | Ewwy Awards                         | Millor actor de televisió - Comèdia                                      | Modern Family         | Guanyador |
| 2010 | Premis del Sindicat d'Actors        | Premi del Sindicat d'Actors al millor repartiment de televisió - Comèdia | Modern Family         | Guanyador |
| 2011 | Festival de Televisió de Montecarlo | Mejor actor - Sèrie de comèdia                                           | Modern Family         | Nominat   |
| 2011 | Premis Primetime Emmy               | Primetime Emmy al millor actor de repartiment - Sèrie de comèdia         | Modern Family         | Nominat   |
| 2011 | Premis del Sindicat d'Actors        | Millor actor de televisió - Comèdia                                      | Modern Family         | Nominat   |
| 2012 | Premis del Sindicat d'Actors        | Millor repartiment de televisió - Comèdia                                | Modern Family         | Guanyador |
| 2012 | Premis Primetime Emmy               | Millor actor de repartiment - Sèrie de comèdia                           | Modern Family         | Nominat   |
| 2013 | Premis Primetime Emmy               | Millor actor de repartiment - Sèrie de comèdia                           | Modern Family         | Nominat   |